# Prefectura Kagawa

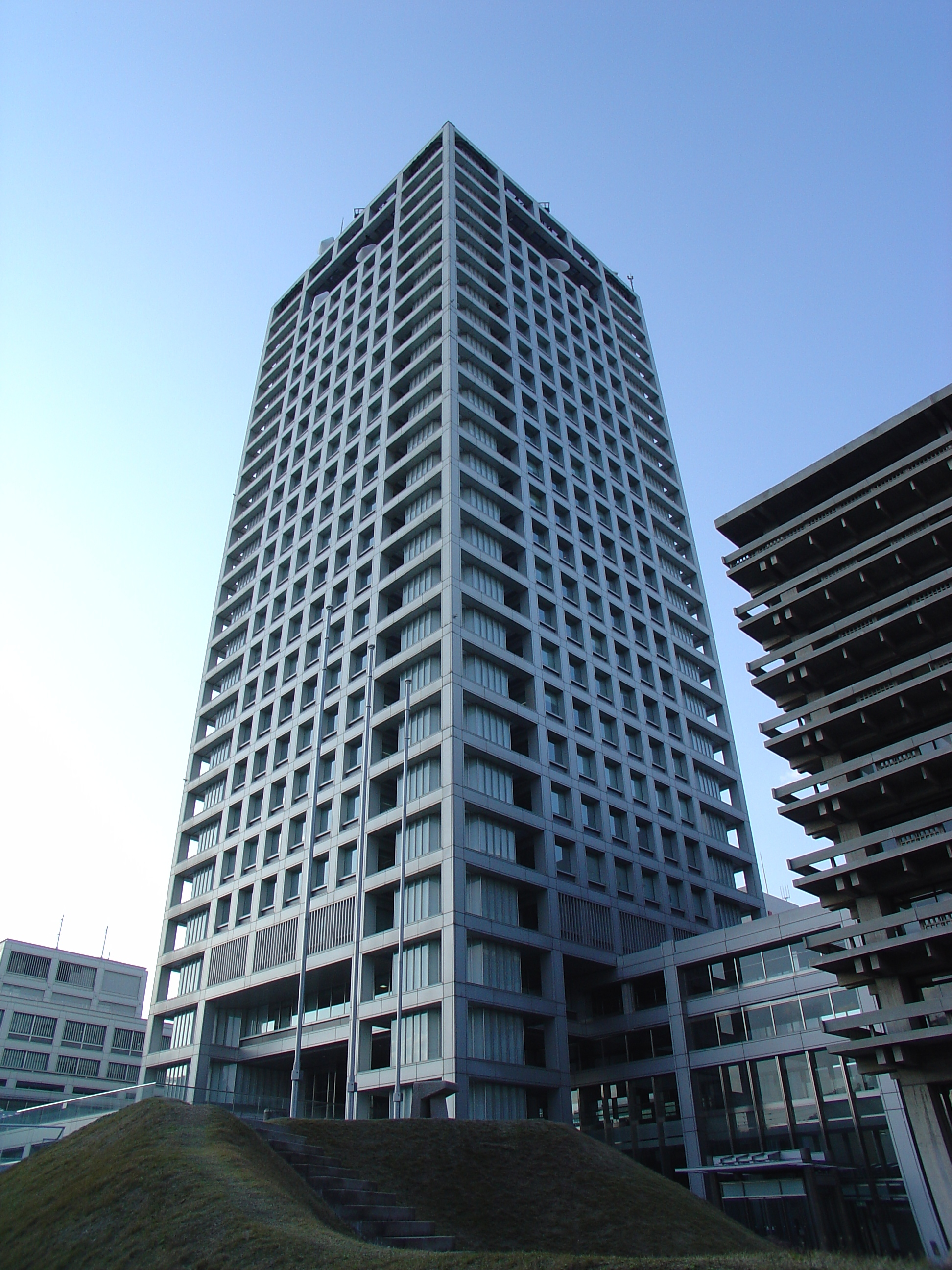
Sediul administrației prefecturale

Prefectura Kagawa (香川県 Kagawa-ken?) este o prefectură în Japonia.

## Geografie

Harta prefecturii Kagawa

### Municipii
Prefectura cuprinde 8 localități cu statut de municipiu (市):
| - Higashikagawa - Kan'onji - Marugame - Mitoyo | - Sakaide - Sanuki - Takamatsu (centrul prefectural) - Zentsūji |

1. ↑   https://megalodon.jp/2023-0731-0958-34/https://www.kensatsu.go.jp:443/kakuchou/takamatsu/page1000009.html, arhivat din original la |archive-url= necesită |archive-date= (ajutor) Lipsește sau este vid: |title= (ajutor)